# 縉皇居 (夏威夷州)
縉皇居（英語：Ocean Pointe）是位於美國夏威夷州檀香山縣的一個人口普查指定地區。

## 地理
縉皇居的座標為21°18′38″N 158°02′11″W / 21.31056°N 158.03639°W，而該地最高點為海拔高度5米（即16英尺）。

## 人口
根據2010年美國人口普查的數據，縉皇居的面積為5.54平方千米，當中陸地面積為5.26平方千米，而水域面積為0.28平方千米。當地共有人口8361人，而人口密度為每平方千米1,509.21人。